# 187680 Stelck
187680 Stelck è un asteroide della fascia principale. Scoperto nel 2008, presenta un'orbita caratterizzata da un semiasse maggiore pari a 2,2342605 UA e da un'eccentricità di 0,1537721, inclinata di 5,51407° rispetto all'eclittica.